# Centerville (Carolina del Sur)
Centerville es un lugar designado por el censo ubicado en el condado de Anderson, en el estado estadounidense de Carolina del Sur. La localidad en el año 2000 tiene una población de 5.181 habitantes en una superficie de 15.2 km², con una densidad poblacional de 340.3 personas por km². 

## Geografía
Centerville se encuentra ubicado en las coordenadas 34°31′21″N 82°42′53″O / 34.52250, -82.71472. Según la Oficina del Censo, el pueblo tiene un área total de 15,2 km² (5,9 mi²), de la cual 15,2 km² (5,9 mi²) es tierra y 0 km² (0 mi²) (0.0%) es agua.

### Localidades adyacentes
El siguiente diagrama muestra a las localidades en un radio de 20 kilómetros (12,4 mi) de Centerville.

## Demografía
En el 2000 la renta per cápita promedia del hogar era de $43.764, y el ingreso promedio para una familia era de $50.496. El ingreso per cápita para la localidad era de $21.534. En 2000 los hombres tenían un ingreso per cápita de $36.358 contra $25.208 para las mujeres. Alrededor del 8.40% de la población estaba bajo el umbral de pobreza nacional. 